# Jiří Matoušek (basket-ball)
Pour les articles homonymes, voir Jiří Matoušek.
Jiří Matoušek, né le 16 août 1927, est un ancien joueur et entraîneur tchécoslovaque de basket-ball.

## Palmarès
Joueur
- Finaliste du championnat d'Europe 1951, 1955
- Champion de Tchécoslovaquie 1954, 1955, 1956, 1957, 1959

Entraîneur
- Champion de Tchécoslovaquie 1959